# 마르코 로시 (1978년)
마르코 로시(이탈리아어: Marco Rossi, 1978년 4월 1일 ~ )는 이탈리아의 전 축구 선수로서 포지션은 미드필더였다.

## 축구인 경력

### 선수 경력
세리에 B의 루케세에서 선수 생활을 시작하였으며 1998년 당시 세리에 A 소속이던 살레르니타나로 이적하였다. 2000년 피오렌티나로 이적하여 2시즌 간 활약하였으나 2002년 급료 체불 문제로 팀을 떠나 코모로 이적하였다.
2003년 제노아로 임대 이적하여 리그 38경기 출전 8골을 기록하며 깊은 인상을 남겼다. 임대 기간 종료 후 코모로 복귀하였으나 이적 시장이 열리자 제노아의 강력한 러브콜을 받고 제노아로 이적하였다. 2004-05 시즌 세리에 B 우승으로 세리에 A 무대를 눈 앞에 두고 있던 중 제노아 승부조작 사건이 밝혀져 팀의 강등이 확정되었으나 잔류를 선택하여 다음 시즌 제노아의 세리에 C1 우승에 기여하였다. 2006-07 시즌 팀의 주장으로 선임되었고 팀의 세리에 A 복귀에 공헌하였다.